# Jeanette Campbell
Jeanette Campbell   (Sant Joan Lohitzune, 8 de març de 1916 - Buenos Aires, 15 de gener de 2003) fou una nedadora argentina que va competir durant la dècada de 1930.
Filla d'un escocès que havia emigrat a l'Argentina, va néixer a Sant Joan Lohitzune en veure's la família atrapada per l'esclat de la Primera Guerra Mundial durant una visita a Europa, però la família tornà a l'Argentina poc després del seu naixement. S'inicià en la natació amb sis anys i, després de nombrosos èxits en categories menors, el 1932 guanyà el títol nacional dels 100 metres lliures i establí un nou rècord sud-americà de la prova amb un temps d'1' 18:6". El 1935 guanyà tres medalles d'or als Campionats Sud-americans de Rio de Janeiro, alhora que establia uns nous rècords continentals en els 100 metres (1' 08:0") i els 400 metres (5'47:8"). Durant la seva carrera acabaria guanyant 12 títols sud-americans i 13 campionats nacionals.
El 1936 va prendre part en els Jocs Olímpics de Berlín, on va guanyar la medalla de plata en els 100 metres lliures del programa de natació. Campbell era l'única dona de la delegació argentina i aquesta fou la primera medalla de l'Argentina en natació. El temps aconseguit en la final, 1'06.4" va romandre com a rècord sud-americà durant 28 anys. El 1964 fou l'encarregada de dur la bandera argentina en la cerimònia d'inauguració dels Jocs Olímpic de Tòquio.
El 1991 fou incorporada a l'International Swimming Hall of Fame.